# Gary Gabelich
Gary Gabelich (* 29. August 1940 in San Pedro, Los Angeles, Kalifornien; † 27. Januar 1984 in Long Beach) war ein US-amerikanischer Rennfahrer und langjähriger Inhaber des Landgeschwindigkeitsrekordes.
Seine Eltern stammten aus Arizona und New York. Er wuchs in San Pedro und ab 1948 in Bixby Knolls, Long Beach, auf, wo er die Hughes Middle School und Poly High School besuchte. Während der High School nahm Gabelich an Hot-Rod-Rennen teil. Im Alter von 19 Jahren fuhr er in einem Raketenfahrzeug auf den Bonneville Salt Flats 356 mph (573 km/h).
Er ging dann zu North American Rockwell (Rockwell International), eventuell um Test-Astronaut zu werden oder bei Fallschirmsprüngen aus 10 km Höhe den Sturz der Apollo-Kapsel zu filmen. Als man Gabelich dort Büroarbeit anbot, entschied er sich wieder fürs Rennen.
Im Jahre 1968 gewann Gabelich die American Power Boat Association fuel hydro championship. Im folgenden Jahr stellte er bei der National Drag Boat Association einen Rekord auf mit 200,44 mph (322,7 km/h).
Als für das Raketenauto Blue Flame ein Fahrer gesucht wurde, war Gabelich zunächst die dritte Wahl. Am 23. Oktober 1970 überschritt er in der Blue Flame mit 622,407 mph (1001,67 km/h) die 1000-km/h-Grenze, ein Rekord, der erst 1983 gebrochen wurde.
Später behauptete er, dass die Blue Flame auch 750 mph (1207 km/h) erreichen könnte, aber Reaction Dynamics hatte keine weiteren Pläne mit dem Fahrzeug.
Gabelich fuhr danach wieder Boots- und Drag-Rennen. Zweimal entkam er bei Unfällen dem Tod. 1972 verlor er dabei die rechte Hand, die jedoch wieder angenäht werden konnte, aber seine Karriere ging damit zu Ende. Er starb im Januar 1984 bei einem Motorradunfall in Long Beach. Er hinterließ seine Frau Rae Marie und seinen Sohn Guy (* 1982).